# Římskokatolická farnost Horní Bojanovice
Římskokatolická farnost Horní Bojanovice je územní společenství římských katolíků s farním kostelem svatého Vavřince v obci Horní Bojanovice v hustopečském děkanství.

## Historie farnosti
První písemná zpráva o obci Horní Bojanovice je z roku 1298. Kostel svatého Vavřince má pozdně románský půdorys z doby po polovině 13. století. Nynější podoba chrámu pochází z konce 16. století.

## Duchovní správci
Přehled kněží, kteří působili v Horních Bojanovicích:
- P. Alois Jelínek (1864 – 1866)
- P. Vilém Procházka (1866 – 1870)
- P. František Satora (1870 – 1877)
- P. Jan Doležal (1877 – 1888)
- P. Martin Judas (1888 – 1899)
- P. Josef Ševela (1899 – 1936)
- P. Josef Parma (1936 – 1938)
- P. Stanislav Žáček (1938 – 1966)
- P. Alois Michálek (1966 – 1967)
- P. Richard Samek (1967 – 1997)[2]
- P. ThLic. Marek Kardaczyński (1. 12. 2011 - 31. 7. 2015).[3]
- P. PaedDr. Marek Slatinský (1. 8. 2015 – 31. 8. 2023)[4]

Současným administrátorem excurrendo (z Velkých Pavlovic) je od 1. září 2023 R. D. Mgr. František Putna.

## Bohoslužby
| Kostel       | Místo            | Bohoslužba (den) | Hodina                                                                                      | Poznámka     |
| ------------ | ---------------- | ---------------- | ------------------------------------------------------------------------------------------- | ------------ |
| sv. Vavřince | Horní Bojanovice | neděle úterý     | 7.30 (od poloviny května do poloviny září)/8.00 (od poloviny září do poloviny května) 18.00 | Farní kostel |

## Aktivity ve farnosti
Dnem vzájemných modliteb farností za bohoslovce a bohoslovců za farnosti brněnské diecéze je 31. říjen. Adorační den připadá na nejbližší neděli po 17. červnu. Každoročně se zde koná tříkrálová sbírka. V roce 2015 se při ní vybralo 11 894 korun, o rok později 15 310 korun. 
Výtěžek v roce 2017 činil 16 064 korun.  V následujícím roce dosáhl výtěžek tříkrálové sbírky 16 507 korun.
Při bohoslužbách vystupuje farní sbor a schola.